# 名古屋市立千種台中学校
名古屋市立千種台中学校（なごやしりつ ちくさだいちゅうがっこう）は、愛知県名古屋市千種区自由ヶ丘三丁目にある名古屋市立中学校。

## 歴史

### 沿革
- 1956年（昭和31年） - 名古屋市立城山中学校分校として設立される[WEB 1]。
- 1962年（昭和37年） - 名古屋市立千種台中学校として分離独立する[WEB 1]。
- 1976年（昭和51年）1月13日 - 耐寒マラソン訓練中だった3年女子生徒の死亡事故発生[1]。
- 1979年（昭和54年） - 分校が名古屋市立千種中学校として分離独立する[WEB 1]。
- 2001年（平成13年） - 市営住宅の改築・名古屋市営地下鉄名城線開業に伴った「千種台ふれあいタウン」整備事業により、隣接地に校舎を移転新築する[WEB 1]。
- 2022年（令和4年）度 - 体育館にエアコンが整備される予定[WEB 3][WEB 4]。

### 生徒数の変遷
『愛知県小中学校誌』（2018年）によると、生徒数の変遷は以下の通りである。
| 1962年（昭和37年） | 1,529人 |  |
| 1967年（昭和42年） | 953人   |  |
| 1977年（昭和52年） | 1,176人 |  |
| 1987年（昭和62年） | 876人   |  |
| 1997年（平成9年）  | 579人   |  |
| 2007年（平成19年） | 481人   |  |
| 2017年（平成29年） | 573人   |  |

3

## 通学区域
- 自由ヶ丘小学校学区
  - 自由ヶ丘[WEB 5]
  - 城山新町[WEB 5]
  - 徳川山町1丁目・2丁目・4～6丁目[WEB 5]
  - 徳川山町3丁目（一部）[WEB 5]
  - 春里町[WEB 5]
  - 日和町1丁目（一部）[WEB 5]
- 富士見台小学校学区
  - 赤坂町1丁目（一部）[WEB 5]
  - 揚羽町[WEB 5]
  - 猪高町[WEB 5]
  - 霞ヶ丘[WEB 5]
  - 鹿子殿[WEB 5]
  - 希望ヶ丘[WEB 5]
  - 汁谷町[WEB 5]
  - 茶屋が坂二丁目[WEB 5]
  - 茶屋坂通2丁目（一部）[WEB 5]
  - 鍋屋上野町字北山[WEB 5]
  - 鍋屋上野町字汁谷[WEB 5]
  - 光が丘一丁目・同二丁目（一部）[WEB 5]
  - 富士見台[WEB 5]
  - 平和公園一丁目・二丁目（一部）[WEB 5]
  - 御影町[WEB 5]

## 交通
- 名古屋市営地下鉄名城線 自由ヶ丘駅下車

## 著名な出身者
- 渡邉温子（元バスケットボール選手）
- 恩田美栄（元プロフィギュアスケーター）
- 三ツ矢雄二（声優）
- 木下富美子（政治家、元東京都議会議員）
- アピアタウィア久（プロサッカー選手）
- 服部真夕（プロゴルファー）
- DJ  MITSU (nobodyknows+)

### WEB
1. 1 2 3 4 5  “学校の沿革”.   名古屋市立千種台中学校. 2015年3月27日閲覧。
2. ↑  “本校の教育目標”.   名古屋市立千種台中学校. 2015年3月27日閲覧。
3. ↑  “中学、特別支援学校６０校の体育館にエアコン　冷房は２３年度から”. 中日新聞社. (2021年5月29日) 2021年6月21日閲覧。
4. ↑   “学校体育館空調設備にかかる設計について”. 名古屋市. (2021年5月28日) 2021年8月10日閲覧。
5. 1 2 3 4 5 6 7 8 9 10 11 12 13 14 15 16 17 18 19 20 21  “家造.net 千種台中学校学区”. 2015年3月27日閲覧。

### 書籍
1. ↑  名古屋市会事務局 1995, p. 34.
2. ↑  六三制教育七十周年記念 愛知県小中学校誌 合同記念誌編集特別委員会 2018, p. 169.